# Jurassic City
Jurassic City è un film del 2015 diretto da Sean Cain. 
Pellicola di fantascienza prodotta da Anthony Fankhauser, con interpreti Ray Wise, Kevin Gage, Vernon Wells, Robert LaSardo, Dana Melanie, Sofia Mattsson, Kayla Carlyle, Monique Parent e Jack Forcinito.
Il film, di cui il regista Sean Cain è anche sceneggiatore e montatore, è stato distribuito in direct-to-DVD il 9 gennaio 2015 in Giappone, e il 3 febbraio negli Stati Uniti distribuito da Vertical Entertainment. Il film è un mockbuster della serie Jurassic Park. In Italia è stato distribuito in DVD l'11 febbraio 2016.

## Trama
Quando una struttura Black Ops top secret viene violata dall'interno da Monolophosaurus geneticamente modificati, una spedizione finale viene dirottata verso una prigione vicina per assicurare una mezza dozzina di bestie.
Una confraternita di tre ragazze (che sono "ospiti" temporanee dopo essere state beccate per il jinx alto dopo una festa particolarmente odiosa) si trovano intrappolate nella prigione quando questi dinosauri scappano e si scatenano in una furia malvagia uccidendo il 90% della popolazione carceraria, incluse le guardie.
Costretti a collaborare con i rimanenti prigionieri si trovano spinti sempre più in profondità nelle viscere della prigione per trovare una via d'uscita. Solo che non sono sicuri che i loro nuovi "amici" siano migliori dei Monolophosaurus che hanno intenzione di mangiarli.
E a peggiorare le cose l'organizzazione Black Ops entra in prigione non solo per raccogliere le loro "proprietà", ma anche per mettere a tacere in modo permanente chiunque sia a conoscenza della situazione.